# Hersenstichting
De Nederlandse Hersenstichting is een non-profitorganisatie dat streeft naar bekendheid van hersenaandoeningen met als doel geld voor onderzoek hiertoe te verzamelen. 

## Context
Eind jaren 1980 vormden hersenaandoeningen een derde van de totale kosten in de Nederlandse gezondheidszorg: er waren een groot aantal verschillende hersenaandoeningen die gepaard gingen met hoge kosten en een achterstand in kennis. In 1989 werd de Hersenstichting opgericht om meer bekendheid aan hersenaandoeningen te geven en hiermee geld voor onderzoek te verzamelen.
In 2021 fuseerde de Hersenstichting met de Edwin van der Sar Foundation, opgericht door Edwin van der Sar en zijn echtgenote.
Na de fusie werd bekendgemaakt dat in de Nederlandse maatschappij een op de vier mensen een hersenaandoening had en werd toen gesteld dat hersenaandoeningen hard op weg waren de grootste ziekte van Nederland te worden.
| Aandoening                                | Aantal patiënten | Deel van de bevolking |
| Migraine                                  | 283.800          | 1.6%                  |
| Angststoornissen                          | 454.700          | 2.6%                  |
| Stemmingsstoornissen, waaronder depressie | 562.100          | 3.2%                  |
| Hersenletsel                              | 760.200          | 4.3%                  |
| Dementie                                  | 116.500          | 0.7%                  |
| Beroerte                                  | 372.000          | 2.1%                  |
| Epilepsie                                 | 211.800          | 1.2%                  |
| Parkinson                                 | 52.900           | 0.3%                  |
| Multiple sclerose                         | 36.200           | 0.2%                  |
| Hersentumoren                             | 40.000           | 0.2%                  |

## Mediaprijs
De Hersenstichting Mediaprijs wordt elke twee jaar uitgereikt aan de verslaggever die het best slaagt in op zorgvuldige en originele wijze lezers te interesseren voor onderwerpen betreffende de menselijke hersenen, hersenaandoeningen en hersenonderzoek. Een belangrijk criterium is hierbij het vergroten van het begrip voor mensen met een neurologische of psychiatrische hersenaandoening.
| Jaar | Verslaggever               | Artikel                                      |
| ---- | -------------------------- | -------------------------------------------- |
| 2009 | Pay-Uun Hiu, de Volkskrant | Alle klokken zeggen tiktak (11 oktober 2008) |